# Laigné-en-Belin
Laigné-en-Belin is een plaats en voormalige gemeente in het Franse departement Sarthe in de regio Pays de la Loire en telt 1910 inwoners (1999). De plaats maakt deel uit van het arrondissement Le Mans.

## Geschiedenis
Laigné-en-Belin is op 1 januari gefuseerd met de gemeente Saint-Gervais-en-Belin tot de gemeente Laigné-Saint-Gervais.

## Geografie
De oppervlakte van Laigné-en-Belin bedraagt 12,7 km², de bevolkingsdichtheid is 150,4 inwoners per km².

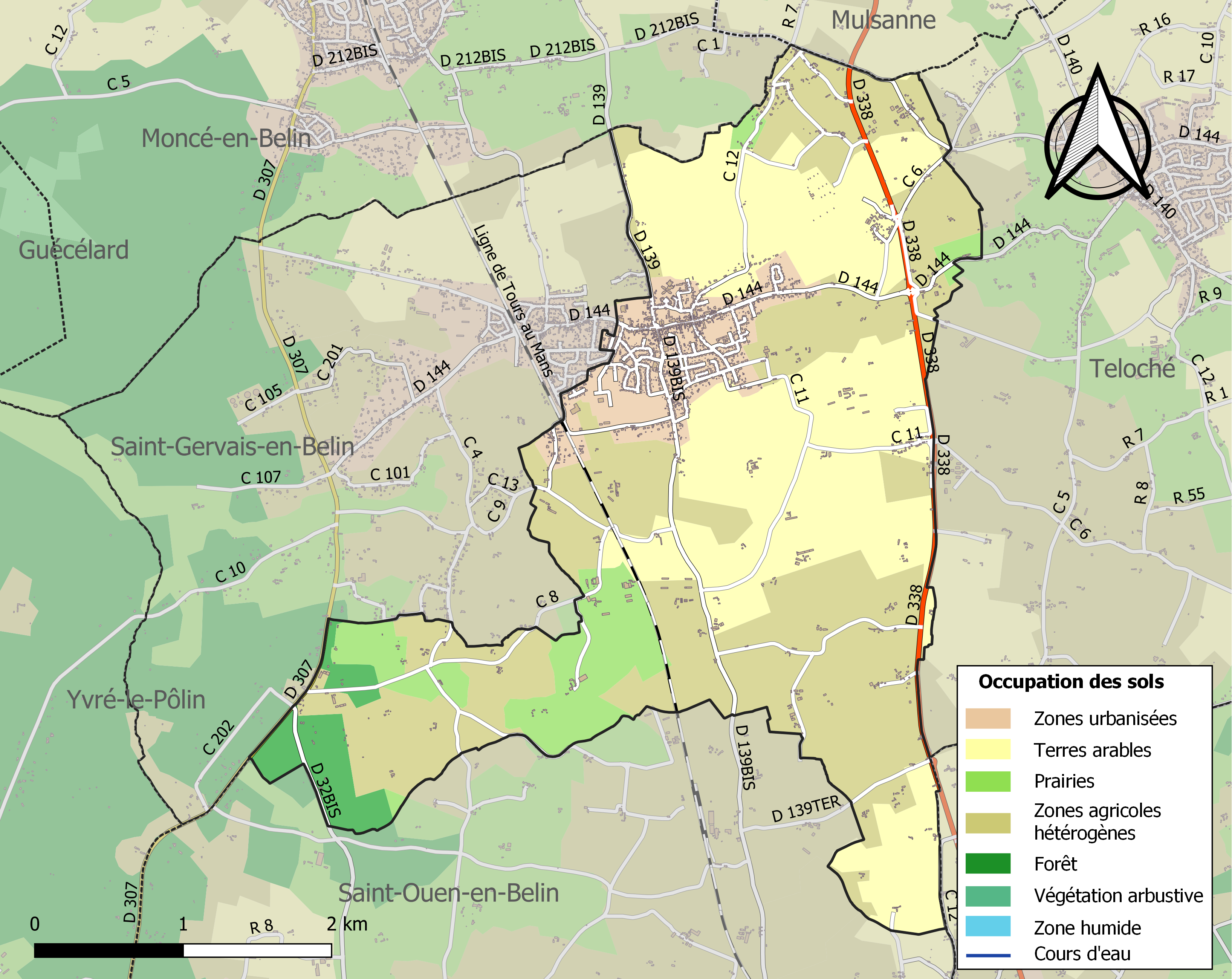
Kaart van de belangrijkste infrastructuur, bodemgebruik en omliggende gemeenten

## Demografie
Onderstaande figuur toont het verloop van het inwonertal.

## Bekende personen
- Basile Antoine Moreau (1799 - 1873), stichter van de Congregatie van het Heilig Kruis